# Confederation of European Baseball
La Confederation of European Baseball (Confederazione del baseball europeo, in francese Confédération Européenne de Baseball, CEB) è l'organo di governo del baseball europeo, con sede a Losanna, Svizzera. Le sue lingue ufficiali sono l'inglese, lo spagnolo, il francese, il tedesco, l'italiano e l'olandese.
La CEB fu fondata nel 1953 e inizialmente comprendeva solo cinque membri: Belgio, Francia, Germania, Italia e Spagna. Ad oggi conta 40 federazioni affiliate, la più recente delle quali è l'Islanda.
La CEB si occupò dell'organizzazione dei Campionati europei di baseball, il massimo torneo continentale per squadre nazionali.
Il 14 febbraio 2018, la CEB si fuse alla ESF (European Softball Federation) andando a formare un'unica entità denominata WBSC Europe.

## Nazioni aderenti
- Austria - Österreichischer Baseball- und Softball-Verband
- Bielorussia - Bielaruś biejsbol asacyjacyja
- Belgio - Koninklijke Belgische Baseball & Softball Federatie
- Bulgaria - Bŭlgarska federatsiya po beĭzbol
- Cipro - Cyprus Amateur Baseball Federation
- Croazia - Hrvatski Baseball Savez
- Danimarca - Danish Baseball Federation
- Estonia - Eesti Pesapalli ja Softpalli Liit
- Finlandia - Suomen Baseball- ja Softball-Liitto
- Francia - Fédération Française de Baseball et de Softball
- Georgia - Georgia
- Germania - Deutscher Baseball- und Softball-Verband
- Grecia - Elli̱nikí̱ Fílathlo Omospondía Béizmpol
- Irlanda - Baseball Ireland
- Islanda - Hafna- og Mjúkboltaband Íslands
- Israele - Israel Association of Baseball
- Italia - Federazione Italiana Baseball Softball
- Lettonia - Latvijas Beisbola federācija
- Lituania - Lietuvos beisbolo asociacija
- Malta - Malta Baseball & Softball Association

- Moldavia - Federaţia de Baseball şi Softball din Republica Moldova
- Norvegia - Norges Softball og Baseball Forbund
- Paesi Bassi - Koninklijke Nederlandse Baseball en Softball Bond
- Polonia - Polski Związek Baseballu i Softballu
- Portogallo - Federação Portuguesa de Basebol e Softbol
- Regno Unito - British Baseball Federation
- Rep. Ceca - Česká baseballová asociace
- Romania - Federatia Română de Baseball si Softball
- Russia - Rossijskaja Federacija Bejsbola
- San Marino - Federazione Sammarinese Baseball-Softball
- Serbia - Baseball savez Srbije
- Slovacchia - Slovenská bejzbalová federácia
- Slovenia - Zveza za baseball in softball Slovenije
- Spagna - Real Federación Española de Béisbol y Sófbol
- Svezia - Svenska Baseboll- och Softbollförbundet
- Svizzera - Swiss Baseball & Softball Federation
- Turchia - Türkiye Beyzbol Federasyonu
- Ucraina - Federatsiya beysbolu ta softbolu Ukrajinj
- Ungheria - Magyar Országos Baseball és Softball Szövetség

### Vecchi membri
- Armenia - Hayastani beysbol federac'ia
- Cecoslovacchia 1989-1993
- Jugoslavia 1988-1992
- URSS 1983-1992

## Competizioni organizzate

### Competizioni tra nazionali
- Campionato europeo di baseball

### Competizioni tra club
- Coppa Europa
- European Champion Cup Final Four
- Coppa CEB (1993-2007)